# Nealcidion cereicola
Nealcidion cereicola är en skalbaggsart som först beskrevs av Fisher 1936.  Nealcidion cereicola ingår i släktet Nealcidion och familjen långhorningar.
Artens utbredningsområde är Paraguay. Inga underarter finns listade i Catalogue of Life.